# سبنسر كلاوسون
سبنسر كلاوسون (بالإنجليزية: Spencer Clawson)‏ هو شخصية أعمال أمريكي، ولد في 1852، وتوفي في 1916.